# محافظة فنزويلا
محافظة فنزويلا (أو محافظة كاراكاس) كانت محافظة تتبع الإمبراطورية الإسبانية (من العام 1527)، ثم كولومبيا الكبرى (1824-1830) وفي وقت لاحق فنزويلا (من 1830)، بصرف النظر عن التراجع (1528 - 1546) الذي وقع عندما عوملت كتنازل من قبل ملك إسبانيا للعائلة المصرفية الألمانية الفلسرية كلين فينيديغ.

## التاريخ الاستعماري
يرجع أصل المحافظة إلى تأسيس سانتا آنا دي كورو في العام 1527 على يد خوان دي أمبي أول حكام المحافظة. كانت كورو عاصمة المحافظة حتى العام 1546، تلتها إل توكويو (1546 - 1577). نُقلت العاصمة إلى كاراكاس في العام 1577 بواسطة خوان دي بيمنتل. وفي نقطة ما كانت كالابوزو (المؤسسة في العام 1724) عاصمتها.
عُرِّفت المحافظة في البداية بما يتعلق بالساحل الفنزويلي (مع محافظة مارغريتا إلى الشمال التي تغطي منطقة جزيرة مارغريتا). سرعان ما وفرت محافظة الأندلس الجديدة (المنشأة عام 1537) حدودًا شرقية، باستثناء فترة وجيزة (1633-1654) عندما كانت محافظة كتالونيا الجديدة، قصيرة العمر موجودة، بين مقاطعتي فنزويلا والأندلس الجديدة. شكلت محافظة غوايانا (التي أنشئت في العام 1585) حدودًا جنوبية. كانت الأمور في الغرب أكثر تعقيدًا وسلاسة، لكن محافظة ماراكايبو (من العام 1676) شكلت بوضوح الجزء الأكبر حتى انقسمت محافظة باريناس منه في العام 1786.
وبالنسبة لمعظم فترة وجودها خضعت المقاطعة للإشراف القانوني والإداري من رويال أودينسيا من سانتو دومينغو (باستثناء فترتين قصيرتين من العام 1717 إلى 1723 والعام 1739 إلى 1742). لقد نُقل الإشراف الإداري إلى تاج غرناطة الجديدة الإسباني عندما تأسس في العام في 1717، وفي العام 1777 نُقل إلى رئاسة فنزويلا العامة الجديدة. انتهى الإشراف القانوني من قبل سانتو دومينغو انتهى في 1786 عندما تحول محكمة كاراكاس الملكية إلي وظيفة داخل الرئاسة العامة الجديدة.

## الاستقلال

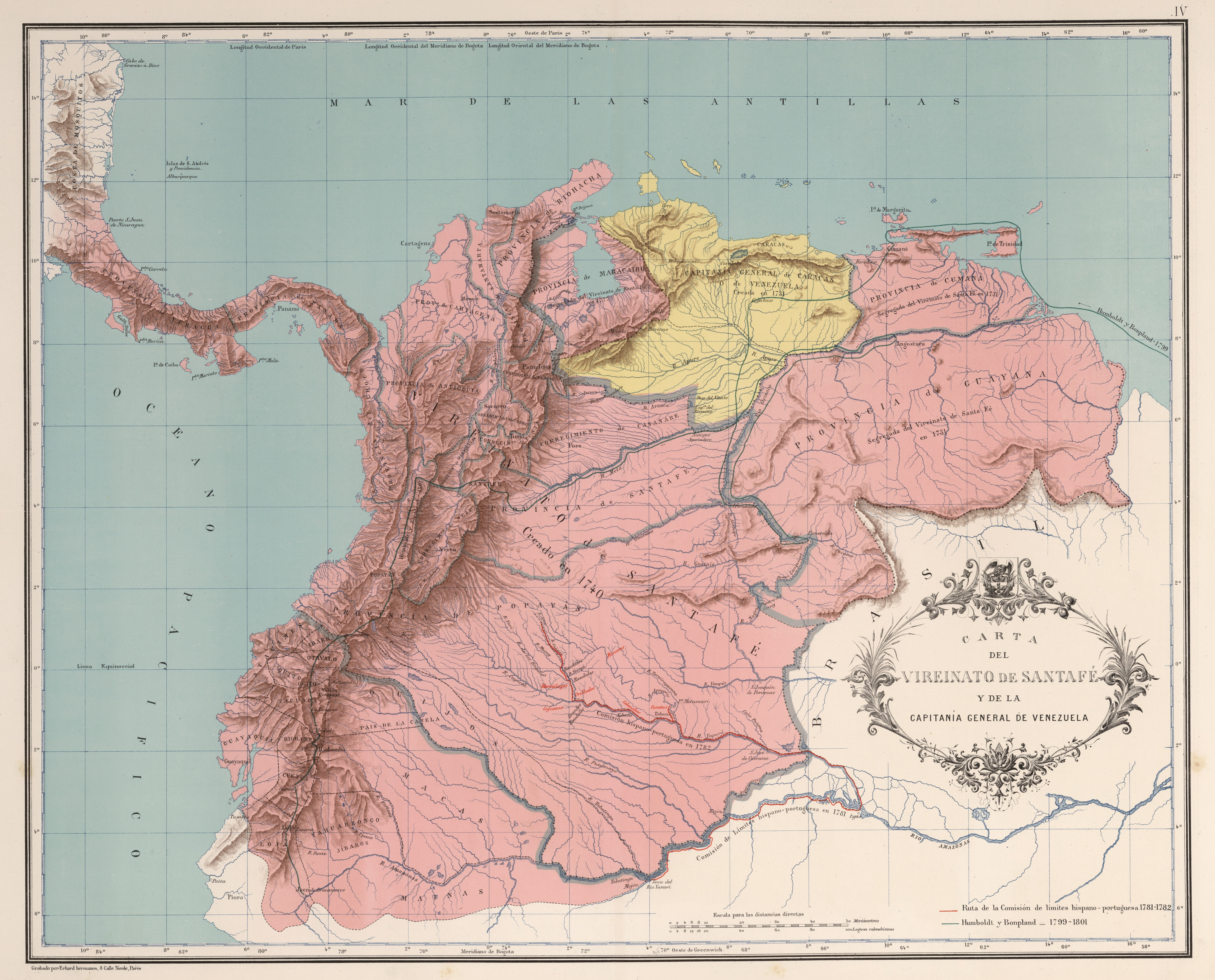
خريطة توضح موقع دولة فنزويلا

كانت المحافظة واحدة من سبع محافظات وقعت إعلان الاستقلال الفنزويلي. وقبل نهاية حرب الاستقلال الفنزويلية، ضمت إلى كولومبيا الكبرى، التي أُدرجت في البداية داخل دائرة فنزويلا التي تمثل الرئاسة العامة. في العام 1824 أُعيد تدويرها (بدون الأرض التي خسرتها لمحافظة كارابوبو الجديدة) كمحافظة كاراكاس في دائرة فنزويلا الصغرى.
ومع استقلال فنزويلا في عام 1830، كانت المحافظة واحدة من 11 محافظة، ثم أصبحت واحدة من 13 العام 1840. في العام 1848 انفصلت محافظة أراغوا ومحافظة غاريكو من كاراكاس. وبعد الحرب الاتحادية، تأسست ولايات فنزويلا في عام 1864 وأُلغيت المحافظة.